# Lidzija Marozava
Lidzija Aljaksandraŭna Marozava, accreditata come Lidziya Marozava dalla WTA (in bielorusso Лідзія Аляксандраўна Марозава?; Minsk, 8 ottobre 1992), è una tennista bielorussa.

## Carriera
Ha vinto quattro titoli WTA e due titoli WTA 125 nella sua carriera in doppio, specialità in cui ha raggiunto il best ranking di numero 37 il 1º ottobre 2018, mentre in singolare si è fermata al numero 468, il 25 settembre 2017.
Giocando per la Bielorussia in Fed Cup, Marozava ha un record vittorie-sconfitte di 4-3.

## Statistiche WTA

### Doppio

#### Vittorie (4)
| Legenda               | Legenda      |
| --------------------- | ------------ |
| Grande Slam (0)       |              |
| Ori Olimpici (0)      |              |
| WTA Finals (0)        |              |
| WTA Elite Trophy (0)  |              |
| Dal 2009 al 2020      | Dal 2021     |
| Premier Mandatory (0) | WTA 1000 (0) |
| Premier 5 (0)         | WTA 1000 (0) |
| Premier (0)           | WTA 500 (0)  |
| International (1)     | WTA 250 (3)  |

| N. | Data             | Torneo                                       | Superficie  | Compagna               | Avversarie in finale                | Punteggio           |
| 1. | 21 ottobre 2017  | BGL-BNP Paribas Open Luxembourg, Lussemburgo | Cemento (i) | Lesley Kerkhove        | Eugenie Bouchard Kirsten Flipkens   | 6(4)-7, 6-4, [10-6] |
| 2. | 25 luglio 2021   | BNP Paribas Poland Open, Gdynia              | Terra rossa | Anna Danilina          | Kateryna Bondarenko Katarzyna Piter | 6-3, 6-2            |
| 3. | 27 febbraio 2022 | Abierto Akron Zapopan, Guadalajara           | Cemento     | Kaitlyn Christian      | Wang Xinyu Zhu Lin                  | 7-5, 6-3            |
| 4. | 2 luglio 2023    | Bad Homburg Open, Bad Homburg                | Erba        | Ingrid Gamarra Martins | Eri Hozumi Monica Niculescu         | 6-0, 7-6(3)         |

#### Sconfitte (5)
| Legenda               | Legenda      |
| --------------------- | ------------ |
| Grande Slam (0)       |              |
| Argenti Olimpici (0)  |              |
| WTA Finals (0)        |              |
| WTA Elite Trophy (1)  |              |
| Dal 2009 al 2020      | Dal 2021     |
| Premier Mandatory (0) | WTA 1000 (0) |
| Premier 5 (0)         | WTA 1000 (0) |
| Premier (0)           | WTA 500 (0)  |
| International (3)     | WTA 250 (1)  |

| N. | Data            | Torneo                                          | Superficie  | Compagna               | Avversarie in finale             | Punteggio        |
| 1. | 24 luglio 2016  | Swedish Open, Båstad                            | Terra rossa | Lesley Kerkhove        | Andreea Mitu Alicja Rosolska     | 3-6, 5-7         |
| 2. | 4 maggio 2018   | Sparta Prague WTA, Praga                        | Terra rossa | Mihaela Buzărnescu     | Nicole Melichar Květa Peschke    | 4-6, 2-6         |
| 3. | 14 ottobre 2018 | Hong Kong Open, Hong Kong                       | Cemento     | Shūko Aoyama           | Samantha Stosur Zhang Shuai      | 4-6, 4-6         |
| 4. | 4 novembre 2018 | WTA Elite Trophy, Zhuhai                        | Cemento (i) | Shūko Aoyama           | Ljudmyla Kičenok Nadežda Kičenok | 4-6, 6-3, [7-10] |
| 5. | 26 maggio 2023  | Grand Prix SAR La Princesse Lalla Meryem, Rabat | Terra rossa | Ingrid Gamarra Martins | Sabrina Santamaria Jana Sizikova | 6-3, 1-6, [8-10] |

## Circuito WTA 125

### Doppio

#### Vittorie (2)
| N. | Data             | Torneo                         | Superficie  | Compagna         | Avversarie in finale                   | Punteggio |
| 1. | 6 settembre 2020 | TK Sparta Prague Open, Praga   | Terra rossa | Andreea Mitu     | Giulia Gatto-Monticone Nadia Podoroska | 6-4, 6-4  |
| 2. | 31 luglio 2021   | Belgrade Ladies Open, Belgrado | Terra rossa | Vol'ha Havarcova | Alëna Fomina Ekaterina Jašina          | 6-2, 6-2  |